# Monster Trucks – Szörnyverdák
A Monster Trucks – Szörnyverdák (eredeti cím: Monster Trucks) 2016-ban bemutatott amerikai filmvígjáték, amelyet Chris Wedge rendezett.
A forgatókönyvet Derek Connolly, Matthew Robinson, Jonathan Aibel és Glenn Berger írták. A producerei Mary Parent és Denis L. Stewart. A főszerepekben Lucas Till, Jane Levy, Amy Ryan, Rob Lowe, Danny Glover, Barry Pepper és Holt McCallany láthatók. A zeneszerzője Dave Sardy. A tévéfilm gyártója a Paramount Animation, a Nickelodeon Movies és a Disruption Entertainment, forgalmazója a Paramount Pictures.
Amerikában 2017. január 13-án mutatták be a mozikban. Magyarországon 2017. augusztus 27-én az HBO mutatta be.
Egy fiatalember, aki egy kisvárosi roncstelepen dolgozik, felfedez és összebarátkozik egy idegen lénnyel, amely kőolajjal táplálkozik, és egy olajkutató cég meg akarja ölni.

## Cselekmény
A Terravex Oil egy hidraulikus repesztés művelet közepén van Észak-Dakotában, amelyet Reece Tenneson vezérigazgató és geológus felügyel. A művelet három földalatti lényt szabadít ki egy vízrendszerből, és elpusztítja a fúrótornyot. Kettőt elfog a Terravex, de egyikük megszökik.
Eközben a gimnazista Tripp Coley munkát vállal egy roncstelepen, ahol egy kisteherautót javítgat, abban a reményben, hogy azzal elhagyhatja a várost. A teherautónak nincs működő hajtáslánca. Egy éjszaka Tripp a roncstelepen találkozik a szökött lénnyel, és elfogja, de a lény megszökik, mielőtt a hatóságok kereshetnék.
Másnap Tripp az osztálytársával, a gyönyörű Meredith-szel együtt rájön, hogy a lény kőolajból táplálkozik, és a teherautó motorházában keres menedéket. Összebarátkozik vele, elnevezi Creechnek, és megígéri, hogy segít neki hazajutni. Tripp átalakítja a teherautót, hogy Creech rögtönzött motorként jobban irányíthassa. A teherautó működik, amelyhez az energiát Creech biztosítja.
Eközben Tenneson aggódik a fúrótornyon történt incidens miatt, mivel hasonló kísérletek során más lények létezésére is fény derült. Úgy dönt, hogy megvédi a cég imázsát azzal, hogy mérget pumpál a víz alatti alagutakhoz vezető lyukba, és felbérli zsoldosnak Burke-öt, hogy megölje a foglyul ejtett lényeket. Jim, az alkalmazottja ellenkezik, mivel úgy találja, hogy a szörnyek jelentős intelligenciával és érzelmekkel rendelkeznek, valamint egy olyan kaptár-intelligenciával, amely lehetővé teszi, hogy minden példány megtanulja azt, amit az egyiknek megtanítottak.
Tripp és Meredith felkeresik Tripp apját, Wade-et, hogy segítséget kérjenek, de Wade elárulja Trippet Burke-nek. Tripp és Meredith elmenekül a teherautóval és Creech-csel. Trippet, Meredithet és Creechet Burke és csapata üldözi Rickkel együtt. Tripp, Meredith és Creech úgy menekül meg, hogy egy EMD MP15DC vonattal átugranak egy helyi járatra, és egy vadászháznál táboroznak le.
Amikor Creech úgy érzi, hogy valami rossz fog történni a többi lénnyel, a Terravex főhadiszállására indul, ahol a többi lényt fogva tartják. Tripp és Meredith követi Creech-et. Amikor megérkeznek, megtalálják Creech szüleit, de a Terravex dolgozói megtámadják őket. Creech megérkezik és elfogják; Trippet és Meredithet Tennesonba viszik.
Jim úgy dönt, hogy segít Trippnek és Meredithnek megmenteni a lényeket. Szereznek még két teherautót. Átalakítják a teherautókat, hogy Creech szülei irányíthassák őket. Jim segít a csoportnak azzal, hogy ellopja a Terravex teherautót, amelyre Creech szüleit pakolják. A kereskedésben a lények átveszik az irányítást a módosított teherautók felett, és a csoport felszökik az alagutakhoz vezető hegyre.
A Terravex üldözőbe veszi őket a hegyen, de a csoport elmenekül. Útközben Rick segít Trippnek és a csoportnak menekülni Burke elől, megakadályozza, hogy Burke letaszítsa őket az útról, később pedig ellop egy nagy teherautót, hogy elzárja az utat a további üldözés megakadályozására. Miután Tripp rájön, hogy a mérget már behelyezték, frontális harcba keveredik Burke-kel, aki megpróbálja belelökni őt a fúrólyukba, de ez akkor ér véget, amikor Tripp és Creech felborítja Burke teherautóját, megsemmisítve a mérgező gépet és megölve Burke-öt. Creech megmenti Trippet a fulladástól, mielőtt ő és a szülei hazaindulnak, a Terravexet pedig a csoport leleplezi a lények élőhelyét károsító kísérletek miatt. Tennesont letartóztatják a bűneiért, Tripp és Rick jó viszonyba kerülnek, és együtt építenek egy új motort a teherautóhoz, Tripp és Meredith pedig kapcsolatban maradnak.

## Szereplők
| Szereplő       | Színész           | Magyar hang (HBO) | Magyar hang (Filmbox Prémium) |
| -------------- | ----------------- | ----------------- | ----------------------------- |
| Tripp          | Lucas Till        | Czető Roland      | Czető Roland                  |
| Meredith       | Jane Levy         | Csifó Dorina      | Laudon Andrea                 |
| Cindy          | Amy Ryan          | Ősi Ildikó        | Hámori Eszter                 |
| Reece Tenneson | Rob Lowe          | Rajkai Zoltán     | Rajkai Zoltán                 |
| Mr. Weathers   | Danny Glover      | Vass Gábor        | Törköly Levente               |
| Rick seriff    | Barry Pepper      | Kaszás Gergő      | Megyeri János                 |
| Burke          | Holt McCallany    | Sarádi Zsolt      | Sótonyi Gábor                 |
| Wade Coley     | Frank Whaley      | Holl Nándor       | N/A                           |
| Jim Dowd       | Thomas Lennon     | Czvetkó Sándor    | Fekete Zoltán                 |
| Sam Geldon     | Tucker Albrizzi   | Nyírő Péter       | Bergendi Áron                 |
| Brianne        | Samara Weaving    | Boldog Emese      | N/A                           |
| Riporter       | Stacey Scowley    | Nádorfi Krisztina | N/A                           |
| Jake           | Jedidiah Goodacre | N/A               | Czető Ádám                    |